# Amalie Dideriksen
Amalie Dideriksen (Tårnby, 24 maggio 1996) è una ciclista su strada e pistard danese che corre per il team Cofidis. Passista-velocista, già due volte iridata Juniores in linea, nel 2016 a Doha si è laureata campionessa del mondo in linea Elite su strada. Attiva anche su pista, è stata medaglia d'argento nell'americana ai Giochi olimpici di Tokyo 2020 e due volte campionessa europea Elite di specialità.

## Carriera
Dideriksen comincia a gareggiare nel ciclismo nel 2006. Dopo alcuni titoli giovanili, nella categoria Juniors su strada si aggiudica il titolo mondiale in linea sia nell'edizione iridata 2013 a Firenze che nell'edizione 2014 a Ponferrada. Sempre nel 2014 si aggiudica il titolo nazionale assoluto in linea, guadagnandosi il passaggio tra le Elite nel 2015 con la forte formazione olandese Boels-Dolmans (contratto biennale). Per quanto riguarda l'attività su pista, nel 2012 vince tre titoli nazionali Open e nel 2014 si laurea campionessa mondiale Juniors nello scratch (aveva già vinto il bronzo iridato l'anno prima).
Tra fine 2014 e inizio 2015 partecipa, su pista, ad alcuni eventi di Coppa del mondo e alla gara di omnium dei campionati del mondo in Francia. Nella primavera 2015, al debutto su strada tra le Elite, partecipa alle gare in Belgio e Paesi Bassi, mentre tra giugno e luglio corre l'Auensteiner-Radsporttage e il Women's Tour, e si aggiudica il suo secondo titolo nazionale in linea. Nel finale di stagione vince la classifica delle giovani al Tour of Norway e quindi, al Belgium Tour, una tappa, la classifica a punti e quella delle giovani (è invece seconda nella graduatoria generale); conclude l'annata con la partecipazione alla prova Elite dei campionati del mondo di Richmond. In luglio conquista anche due titoli europei Under-23 su pista, nell'inseguimento individuale e nello scratch, mentre in ottobre, ai campionati europei Elite su pista, è medaglia d'argento nell'omnium, preceduta solo dalla campionessa olimpica Laura Trott.
Apre la stagione 2016 con l'obiettivo di qualificarsi alla gara dell'omnium dei Giochi olimpici di Rio de Janeiro in programma in agosto, riuscendovi dopo il decimo posto di specialità ai Campionati del mondo di Londra. Comincia la stagione su strada solo in aprile, all'Energiewacht Tour, e in maggio prolunga il contratto con Boels-Dolmans fino a tutto il 2018, partecipando poi al Festival Elsy Jacobs, al Women's Tour e al Giro d'Italia. Giunta in forma all'appuntamento dell'omnium olimpico, dopo essersi issata al quarto posto dopo tre prove, compromette la prestazione con gli ultimi posti sia nei 500 metri a cronometro che nel giro lanciato; scivolata al nono posto, riesce a vincere l'ultima prova, la corsa a punti (con 85 punti), risalendo al quinto posto finale. Nella seconda parte di stagione ottiene i primi successi dell'anno su strada: prima una tappa e la cronometro a squadre allo Holland Tour, poi, il 15 ottobre, a sorpresa, il titolo iridato Elite in linea ai campionati del mondo su strada a Doha, riuscendo a battere in volata per solo mezza ruota la velocista olandese Kirsten Wild e le altre favorite.

## Palmarès

### Strada
- 2013 (Juniors)

Campionati danesi, prova a cronometro Juniors
Campionati del mondo, prova in linea Juniors
- 2014 (Juniors)

Campionati danesi, prova in linea
Campionati del mondo, prova in linea Juniors
- 2015 (Boels-Dolmans Cycling Team, due vittorie)

Campionati danesi, prova in linea
2ª tappa Belgium Tour (Moorslede > Moorslede)
- 2016 (Boels-Dolmans Cycling Team, due vittorie)

1ª tappa Holland Tour (Tiel > Tiel)
Campionati del mondo, prova in linea
- 2017 (Boels-Dolmans Cycling Team, una vittoria)

Women's WorldTour Ronde van Drenthe
- 2018 (Boels-Dolmans Cycling Team, quattro vittorie)

4ª tappa The Women's Tour (Wychavon > Worcester)
Campionati danesi, prova in linea
3ª tappa Holland Tour (Gennep > Gennep)
4ª tappa Holland Tour (Stramproy > Weert)
- 2019 (Boels-Dolmans Cycling Team, una vittoria)

Campionati danesi, prova in linea
- 2020 (Boels-Dolmans Cycling Team, una vittoria)

Campionati danesi, prova a cronometro
- 2021 (Trek-Segafredo, una vittoria)

Campionati danesi, prova in linea
- 2023 (Uno-X Pro Cycling Team, una vittoria)

Grote Prijs Eco-Struct

#### Altri successi
- 2015 (Boels-Dolmans Cycling Team)

Classifica giovani Tour of Norway
Classifica a punti Belgium Tour
Classifica giovani Belgium Tour
- 2016 (Boels-Dolmans Cycling Team)

1ª tappa Energiewacht Tour (Groninga, cronosquadre)
2ª tappa Holland Tour (Gennep, cronosquadre)
- 2017 (Boels-Dolmans Cycling Team)

2ª tappa Healthy Ageing Tour (Baflo, cronosquadre)
1ª tappa Giro d'Italia (Aquileia > Grado, cronosquadre)
Vårgårda UCI Women's WorldTour TTT (cronosquadre)
- 2018 (Boels-Dolmans Cycling Team)

3ª tappa, 2ª semitappa Healthy Ageing Tour (Stadskanaal, cronosquadre)
Vårgårda UCI Women's WorldTour TTT (cronosquadre)
- 2022 (Trek-Segafredo)

Vårgårda West Sweden TTT (cronosquadre)
1ª tappa Madrid Challenge by La Vuelta (Marina de Cudeyo > Marina de Cudeyo, cronosquadre)

### Pista
- 2012 (Juniors)

Campionati danesi, Corsa a punti
Campionati danesi, Scratch
Campionati danesi, Omnium
- 2014 (Juniors)

Campionati del mondo Juniors, Scratch Juniors
- 2015

Campionati europei Juniores/U23, Inseguimento individuale Under-23
Campionati europei Juniores/U23, Omnium Under-23
- 2016

Campionati danesi, Omnium
Campionati danesi, Velocità
Campionati danesi, Corsa a punti
- 2017

Grand Prix Brno, Scratch
Grand Prix Brno, Omnium
Campionati danesi, Omnium
Grand Prix Prostějov, Omnium
- 2018

Campionati europei, americana (con Julie Leth)
Trois jours d'Aigle, Corsa a punti
Trois jours d'Aigle, Americana (con Julie Leth)
Trois jours d'Aigle, Omnium
1ª prova Coppa del mondo 2018-2019, Americana (Saint-Quentin-en-Yvelines, con Julie Leth)
- 2019

Fenioux Piste International, Scratch
Fenioux Piste International, Omnium
Dublin International, Scratch
Dublin International, Americana (con Julie Leth)
Grand Prix Mesta Prešov, Americana (con Julie Leth)
Grand Prix Mesta Prešov, Omnium
Grand Prix Prostějov, Americana (con Julie Leth)
Grand Prix Prostějov, omnium
Campionati europei, Americana (con Julie Leth)
- 2020

Campionati danesi, Americana (con Trine Schmidt)
- 2021

Campionati danesi, Omnium
Campionati danesi, Corsa a punti
Campionati danesi, Americana (con Karoline Hemmsen)
- 2023

1ª prova Coppa delle Nazioni, Americana (Giacarta, con Julie Leth)
Ballerup, Corsa a eliminazione
100 km Madison Ballerup, Corsa a eliminazione
GP Odense, Americana (con Michelle Andres)
- 2024

Campionati del mondo, Americana (con Julie Leth)
Campionati danesi, Americana (con Julie Leth)
100 km Madison Ballerup, Americana (con Julie Leth)
- 2025

Coppa delle Nazioni, Americana (Konya, con Ellen Klinge)

## Piazzamenti

### Grandi Giri
- Giro d'Italia

2016: 37ª
2017: 68ª
2022: 94ª
2023: 121ª

### Competizioni mondiali
- Campionati del mondo su strada

Toscana 2013 - Cronometro Juniors: 29ª
Toscana 2013 - In linea Juniors: vincitrice
Ponferrada 2014 - In linea Juniors: vincitrice
Richmond 2015 - In linea Elite: 25ª
Doha 2016 - In linea Elite: vincitrice
Bergen 2017 - In linea Elite: 3ª
Innsbruck 2018 - Cronosquadre: 2ª
Innsbruck 2018 - In linea Elite: 71ª
Yorkshire 2019 - In linea Elite: 13ª
Imola 2020 - In linea Elite: 90ª
Fiandre 2021 - Staffetta: 6ª
Fiandre 2021 - In linea Elite: 65ª
Glasgow 2023 - In linea Elite: ritirata
- Campionati del mondo su pista

Seul 2014 - Scratch Juniores: vincitrice
St. Quentin-en-Yv. 2015 - Omnium: 12ª
Londra 2016 - Omnium: 10ª
Apeldoorn 2018 - Scratch: 3ª
Apeldoorn 2018 - Omnium: 2ª
Apeldoorn 2018 - Americana: 4ª
Pruszków 2019 - Omnium: 6ª
Pruszków 2019 - Americana: 3ª
Berlino 2020 - Omnium: 6ª
Berlino 2020 - Americana: 5ª
Roubaix 2021 - Omnium: 7ª
Roubaix 2021 - Americana: 5ª
St. Quentin-en-Yv. 2022 - Omnium: 9ª
St. Quentin-en-Yv. 2022 - Americana: 3ª
Glasgow 2023 - Americana: 9ª
Glasgow 2023 - Omnium: 2ª
Ballerup 2024 - Americana: vincitrice
Ballerup 2024 - Omnium: 5ª
- Giochi olimpici

Rio de Janeiro 2016 - Omnium: 5ª
Tokyo 2020 - Americana: 2ª
Tokyo 2020 - Omnium: 4ª
Parigi 2024 - Americana: 6ª
Parigi 2024 - Omnium: 7ª

### Competizioni continentali
- Campionati europei su strada

Olomouc 2013 - Cronometro Juniors: 10ª
Olomouc 2013 - In linea Juniors: 14ª
Herning 2017 - In linea Elite: 5ª
Alkmaar 2019 - In linea Elite: ritirata
Plouay 2020 - In linea Elite: 31ª
Monaco di Baviera 2022 - In linea Elite: 36ª
Drenthe 2023 - In linea Elite: ritirata
- Campionati europei su pista

Anadia 2014 - Inseguimento individuale Under-23: 5ª
Anadia 2014 - Corsa a punti Under-23: 4ª
Atene 2015 - Inseguimento individuale Under-23: vincitrice
Atene 2015 - Corsa a punti Under-23: 4ª
Atene 2015 - Omnium Under-23: vincitrice
Grenchen 2015 - Corsa a punti: 6ª
Grenchen 2015 - Omnium: 2ª
Sangalhos 2017 - Scratch Under-23: 3ª
Sangalhos 2017 - Corsa a punti Under-23: 2ª
Sangalhos 2017 - Omnium Under-23: 3ª
Berlino 2017 - Americana: 4ª
Glasgow 2018 - Omnium: 10ª
Glasgow 2018 - Americana: vincitrice
Apeldoorn 2019 - Omnium: 6ª
Apeldoorn 2019 - Americana: vincitrice
Grenchen 2021 - Omnium: 8ª
Grenchen 2021 - Americana: 2ª
Monaco di Baviera 2022 - Omnium: 9ª
Monaco di Baviera 2022 - Americana: 3ª
Grenchen 2023 - Omnium: 4ª
Grenchen 2023 - Americana: 5ª
Heusden-Zolder 2025 - Americana: 4ª
Heusden-Zolder 2025 - Omnium: 3ª